# Suttung
|  | For Saturns måne, se Suttung (måne) |
Suttung er i nordisk mytologi en jætte, hvis fader, Gilling, og moder blev dræbt af dværgene Fjalar og Galar.
Ved at binde dværgene til en klippe der vil synke under vand når tidevandet stiger tvinger Suttung dem til at give ham Skjaldemjøden i bod for drabet på sine forældre. Mjøden skjuler han i bjerget Hnitbjerg, og sætter sin datter Gunlød til at vogte over den.
Odin stjæler brygget fra Suttung ved at forføre Gunlød, og flygter med bugen fyldt af brygget til Asgård. Suttung forfølger Odin i sin ørneham, men bliver dræbt af aserne, da han krydser muren til Asgård.